# ジョン・ウェズリー・ハイアット
ジョン・ウェズリー・ハイアット（John Wesley Hyatt、1837年11月28日 - 1920年5月10日）はアメリカの発明家。最初の工業用プラスチックであるセルロイドの製造を簡素化したことで知られる。
パーキンメダルの受賞者であるハイアットは、全米発明家殿堂入りしている。サトウキビ工場の改良や水濾過装置など238件近くの特許を取得している。

## 経歴
ニューヨーク州Starkey生まれ。16歳の時に印刷業として働き始めた。その後プラスチックを発明し数百の特許を取得した。最もよく知られた発明はビリヤードボールを作る象牙の代用品であった。象牙のコストとその不足に関する懸念のために、1863年にMichael Phelanにより$10,000の賞が授与された。
兄弟のIsaiahの援助をうけ、ニトロセルロースの硬化形態であるパークシンを実験した。パークシンは1862年にイングランドのAlexander Parkesにより発明され、最初の真のプラスチックとみなされるが、商業製品および工業製品としては成功しなかった。
液体ニトロセルロースやコロジオンが、1851年にイングランドの別の発明家Frederick Scott Anrcherにより写真の用途に使われていた。また、これは印刷業者の指先を保護する速乾性のフィルムとしても広く使われていた。ハイアットの最終的な結果は固体で安定したニトロセルロースを製造する商業的に実行可能な方法であり、1869年に米国で「セルロイド」（US patent 50359; 現在は普通名称化）として特許を取得した。
1870年にビリヤードボール、入れ歯、ピアノの鍵盤を製造するAlbany Dental Plate Companyを設立し、また、1872年にCelluloid Manufacturing Companyをニューヨーク州オールバニに設立し、1873年にニュージャージー州ニューアークに移転した。
セルロイドの発見は、イギリスで発明家Daniel Spillがキシロナイト(Xylonite)という本質的に同じ化合物の特許を取得していたため、特許紛争が起こった。Spillとハイアットは1877年から1884年まで法廷で衝突した。最終的な決定はセルロイドの真の発明者はパークスであるが、セルロイドの製造はハイアットの会社含む全てで継続することができるというものだった。
他の特許には、初の射出成形機、サトウキビびき、ジュース抽出、転がり軸受、複ステッチのミシンなどがある。1892年にニュージャージー州HarrisonにHyatt Roller Bearing Companyを設立した。
1895年、製図者として会社の主要投資家の息子であったアルフレッド・スローンを雇った。1905年にはスローンを社長にした。同社は1916年にゼネラルモーターズに売却され、スローンはゼネラルモーターズの社長となった。